# Línea M3 (Metro de Estambul)
La línea M3, oficialmente conocida como la línea de metro M3 Kirazlı - Kayaşehir Merkez (en turco: M4 Kirazlı-Kayaşehir Merkez metro hattı), es una línea de tránsito rápido de 18 km y 13 estaciones del Metro de Estambul. Se representa en color celeste en los mapas y letreros de ruta. Opera entre Kirazlı-Bağcılar, extendiendo el servicio de la línea M1b desde Yenikapı, hasta Kayaşehir Merkez.

## Estaciones
| Estación             | Acc. | Enlaces | Apertura            | Distrito   | Notas |
| -------------------- | ---- | ------- | ------------------- | ---------- | ----- |
| Kirazlı              |      |         | 14 de junio de 2013 | Bağcılar   |       |
| Yenimahalle          |      |         | 14 de junio de 2013 | Bağcılar   |       |
| Mahmutbey            |      |         | 14 de junio de 2013 | Bağcılar   |       |
| İSTOÇ                |      |         | 14 de junio de 2013 | Bağcılar   |       |
| İkitelli Sanayi      |      |         | 14 de junio de 2013 | Başakşehir |       |
| Turgut Özal          |      |         | 14 de junio de 2013 | Başakşehir |       |
| Siteler              |      |         | 14 de junio de 2013 | Başakşehir |       |
| Başak Konutları      |      |         | 14 de junio de 2013 | Başakşehir |       |
| Başakşehir/MetroKent |      |         | 14 de junio de 2013 | Başakşehir |       |
| Onurkent             |      |         | 8 de abril de 2023  | Başakşehir |       |
| Şehir Hastanesi      |      |         | 8 de abril de 2023  | Başakşehir |       |
| Toplu Konutlar       |      |         | 8 de abril de 2023  | Başakşehir |       |
| Kayaşehir Merkez     |      |         | 8 de abril de 2023  | Başakşehir |       |